# 缅济热茨
缅济热茨（波蘭語：Międzyrzec Podlaski）是波蘭盧布林省比亞瓦-波德拉斯卡縣的一個城市。在1975年至1998年該市屬於比亞瓦-波德拉斯卡省。該市於波蘭的郵政編碼為21-560。

## 地理

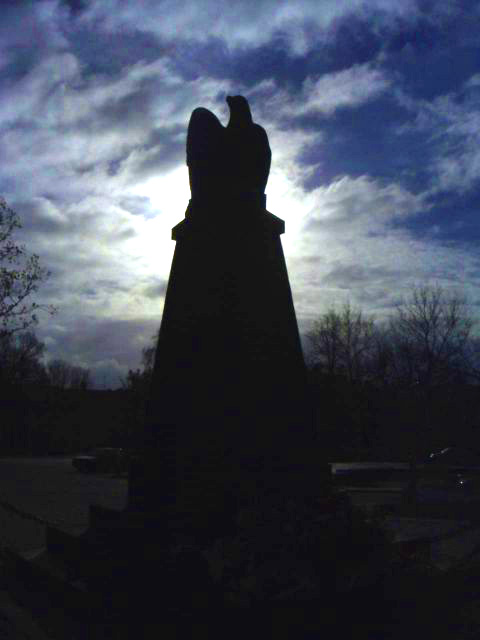
城市英雄紀念碑

根據2002年的資料，緬濟熱茨面積有19,75平方公里，分別是：
- 農地田園57%
- 森林地區 9%

全市佔全國行政區0.72%面積。
緬濟熱茨海拔為148公尺。

### 人口
根據2006年9月29日的統計資料：
| 類別                  | 總和   | 總和  | 女性  | 女性  | 男性  | 男性  |
| --------------------- | ------ | ----- | ----- | ----- | ----- | ----- |
| 單位                  | 人數   | %     | 人數  | %     | 人數  | %     |
| 人口                  | 17 839 | 100   | 9211  | 51,6  | 8628  | 48,4  |
| 人口密度 (每平方公里) | 903,2  | 903,2 | 466,4 | 466,4 | 436,9 | 436,9 |

根據2002年的統計資料，市民的平均收入是1180,92 波蘭茲羅提(Polish złoty)。

## 歷史
1477年，緬濟熱茨首次被官方承認為一個城市。16世紀時，這裡已有大量猶太人定居。1795年，因俄奧第三次瓜分波蘭協定，該市被奧地利佔領。1809至1815年屬華沙公國，之後則為波蘭會議的一份子。1867年，該市成為波蘭鐵路的其中一站。

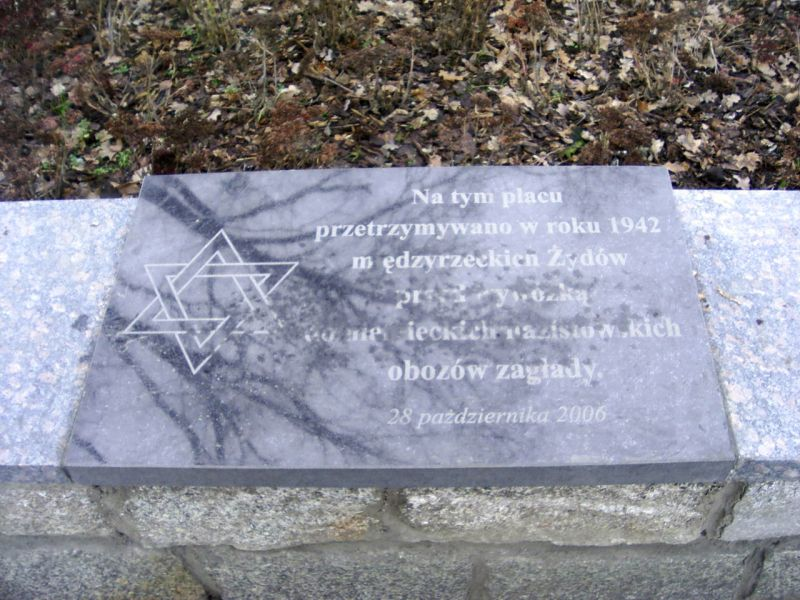
在市場中紀念緬濟熱茨猶太人的石牌

在1930年代尾聲時，該市四分之三的人口為猶太人(大約12,000人)。1939年9月底，蘇聯紅軍佔領了該市。同年10月初，由於蘇德互不侵犯條約，蘇聯將該市讓予德國。隨著統治權轉移，約2000名猶太市民離開原居住地前往蘇聯佔領區。德國人在該市建立可容納20,000名犯人的猶太隔離區。到1943年7月17日該猶太區被廢，這段時間至少有160到200猶太居民被槍殺。歷經德國占領，緬濟熱茨只有少於1%的猶太市民存活下來。

## 景點
緬濟熱茨著名景點有15世紀的市集與建於1477年的聖尼可拉斯教堂。該市的地方醫院建造於1846年至1950年之間，火車站則建於1867年。

## 經濟
緬濟熱茨為農業服務與農業資源的中心‧重要的產物如營養品、木材、衣物，而且最重要的是：皮製品與毛刷和畫筆的製造。 
緬濟熱茨受雇的4,900名市民中，36%在工業領域，19%從事貿易相關工作，而11%服務於教育界。該市失業率在2005年10月為22%。

## 名人
- Jan Brożek（英语：Jan Brożek） 數學家、物理學家、天文學家
- Yehoshua Leib Diskin（英语：Yehoshua Leib Diskin） 拉比
- Elżbieta Dzikowska（英语：Elżbieta Dzikowska） 記者、旅行家、導演，Tony Halik（英语：Tony Halik）的妻子
- Morris Michael Edelstein（英语：Morris Michael Edelstein） 美国眾議院議員
- Karol Ferdynand Eichler
- Bolesław Leon Hryniewiecki
- Mieczysław Kalenik（英语：Mieczysław Kalenik） 電影演員
- Kazimierz Kierzkowski（英语：Kazimierz Kierzkowski）  政治社會運動者
- Andrzej Kopiczyński（英语：Andrzej Kopiczyński） 電影演員
- Ryszard Kornacki（英语：Ryszard Kornacki） 詩人、散文作家
- Jacob ben Wolf Kranz（英语：Jacob ben Wolf Kranz） 拉比 佈道家(Maggid)
- Makary（英语：Makary）
- Grzegorz Piramowicz（英语：Grzegorz Piramowicz） 教育家、作家、哲學家
- Aleksandra Potocka
- Sława Przybylska（英语：Sława Przybylska）
- Feliks Paweł Turski
- Jan Zabrzeziński（英语：Jan Zabrzeziński）

## 照片

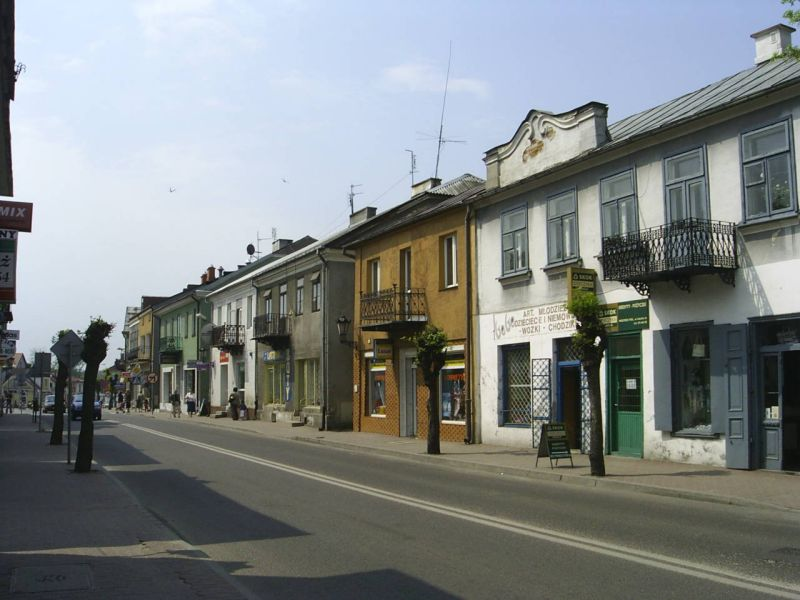
Lubelska街
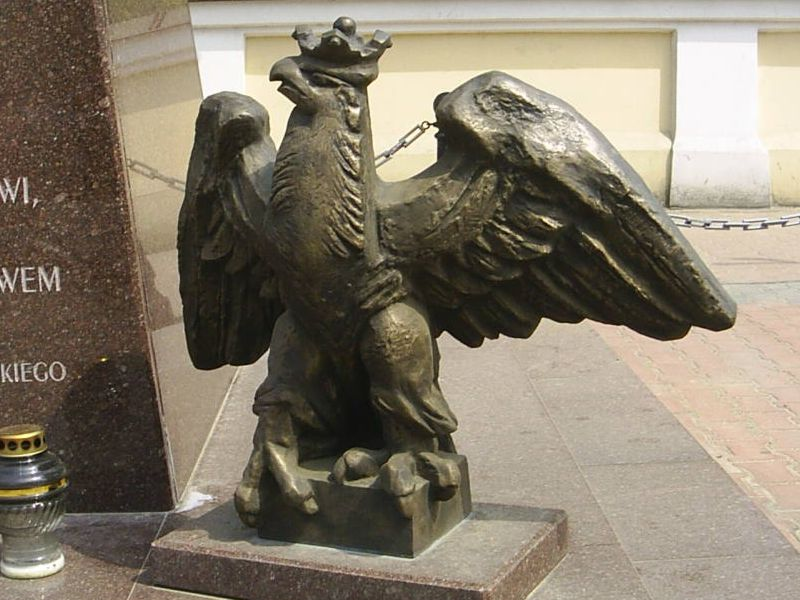
來自維辛斯基樞機紀念碑的鷹(波蘭國徽)
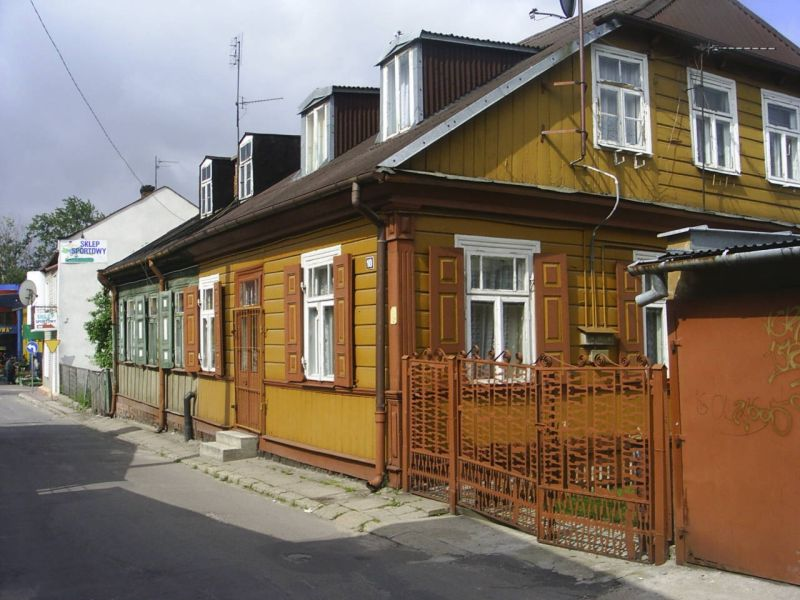
老舊房屋
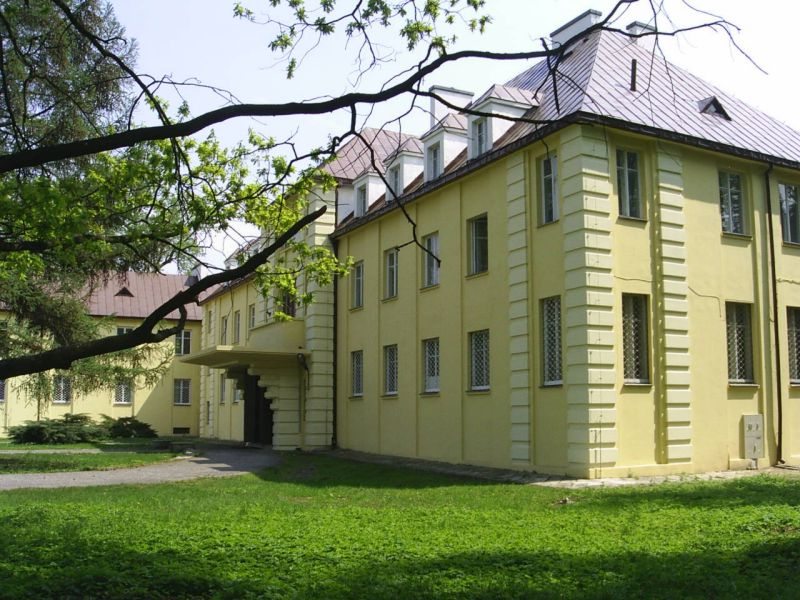
Potocki家族的豪宅
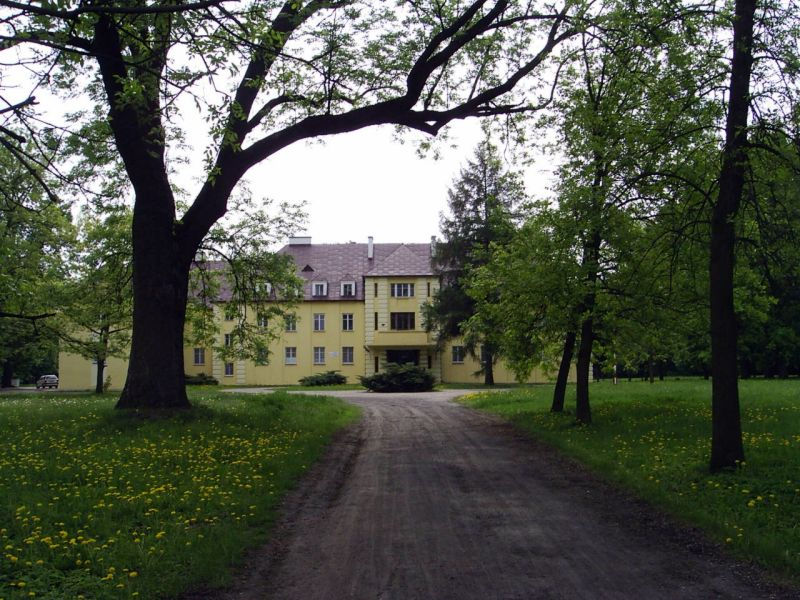
Potocki家族的豪宅外觀
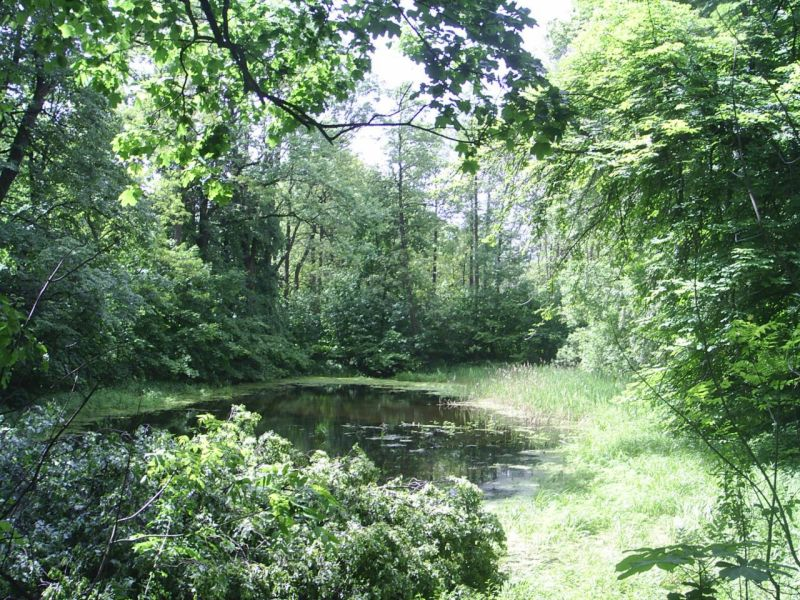
英國公園
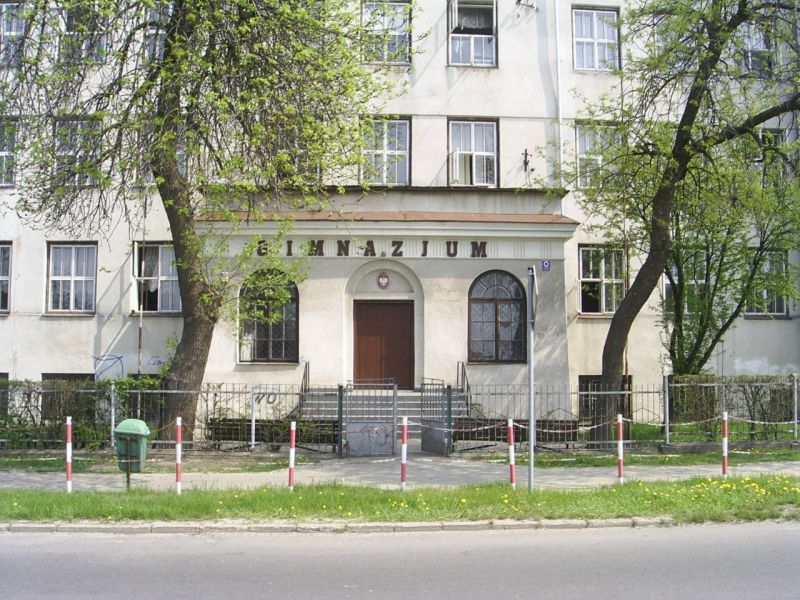
學校
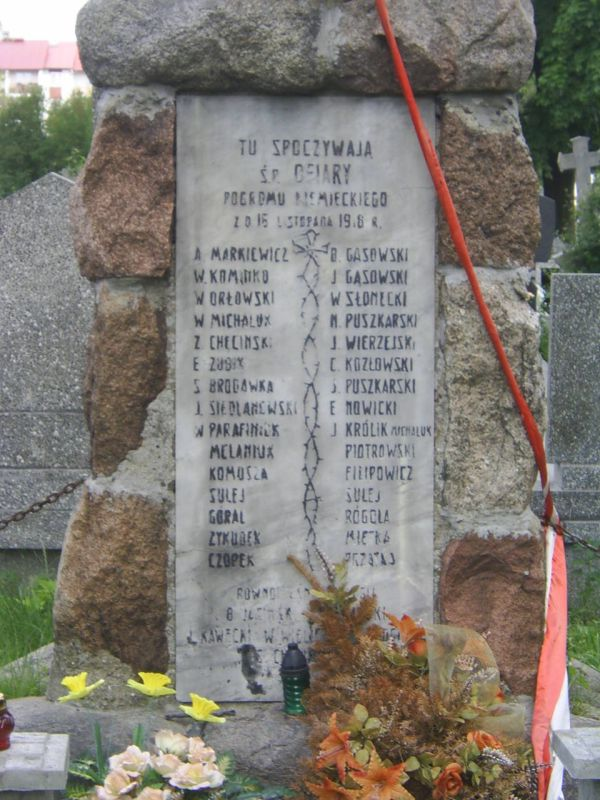
德國侵略受難者紀念碑
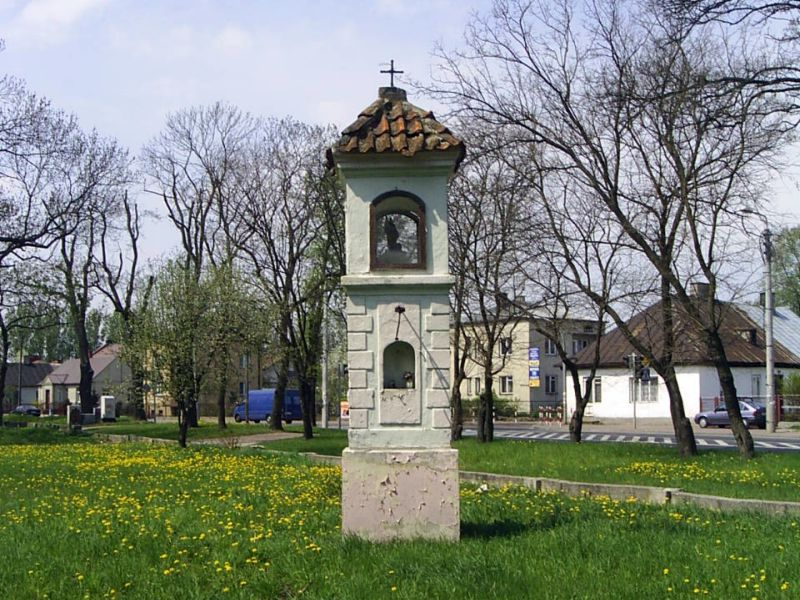
古老禮拜堂
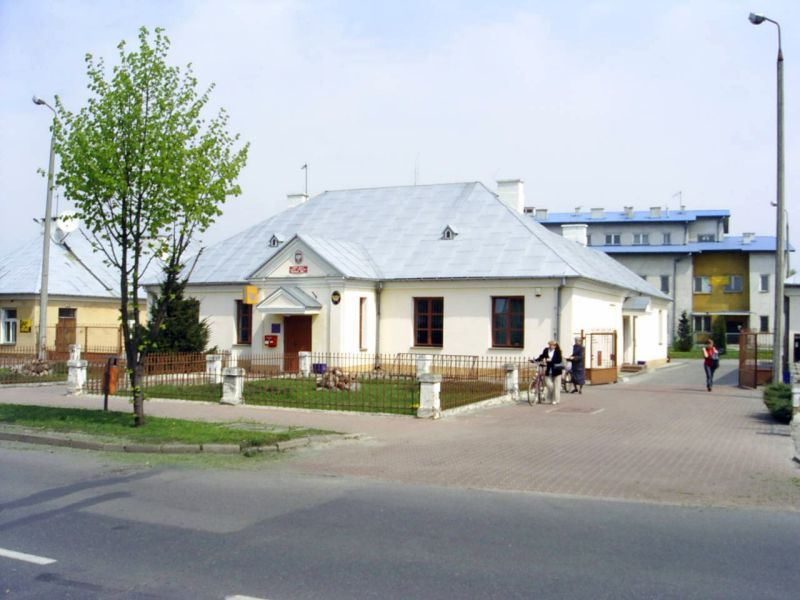
郵局
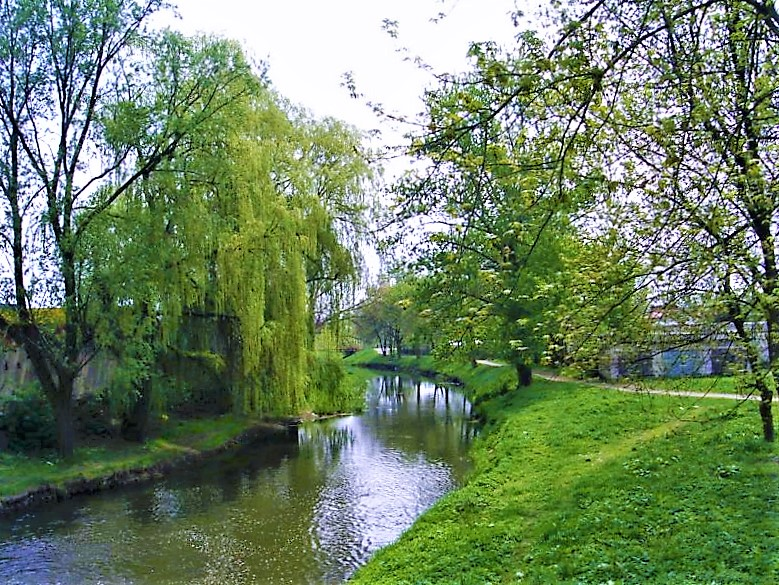
Krzna河
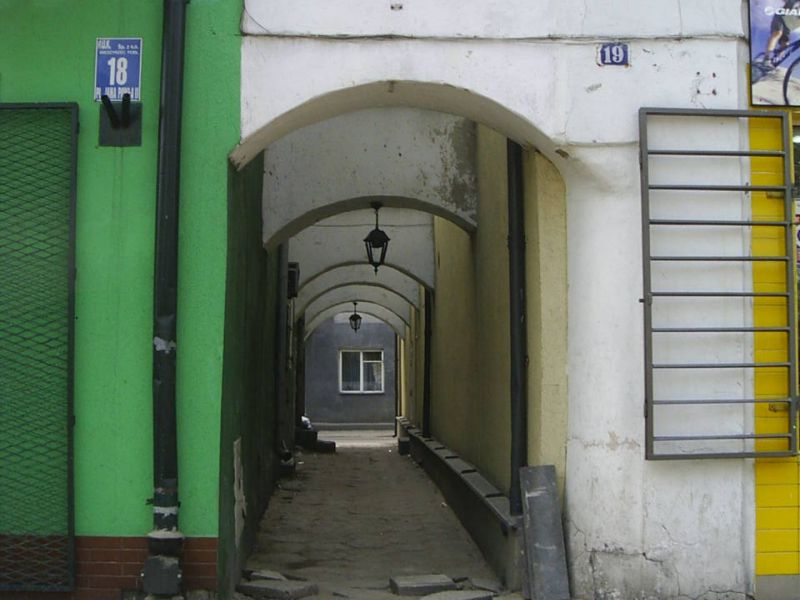
老市場的巷道
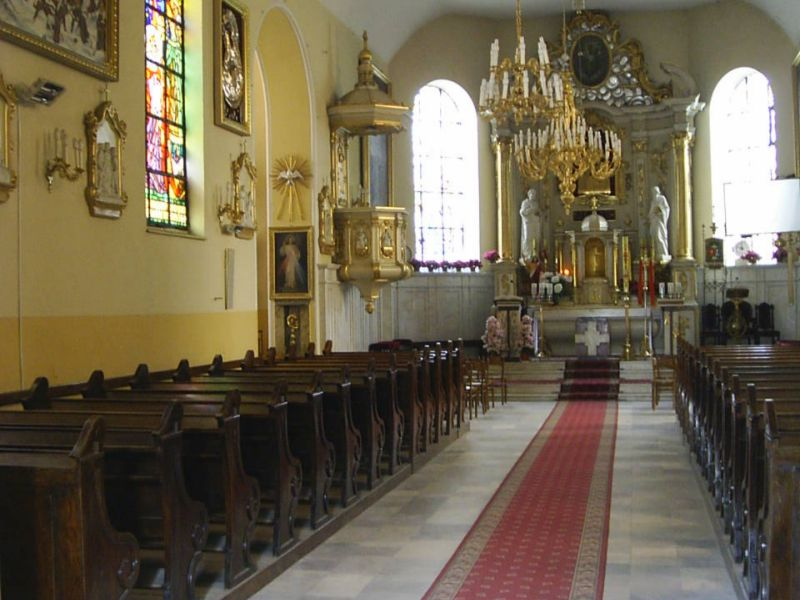
聖若瑟教堂
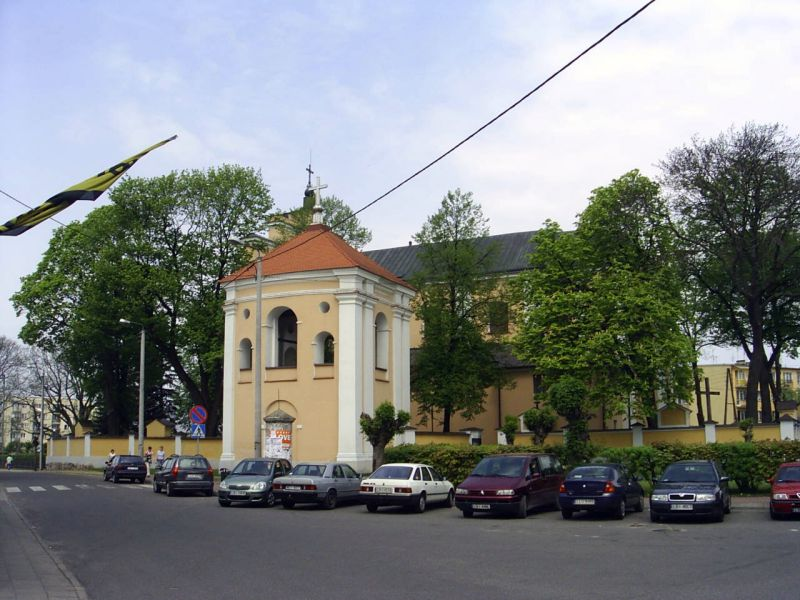
聖尼可拉斯(Saint Nicholas)教堂鐘樓
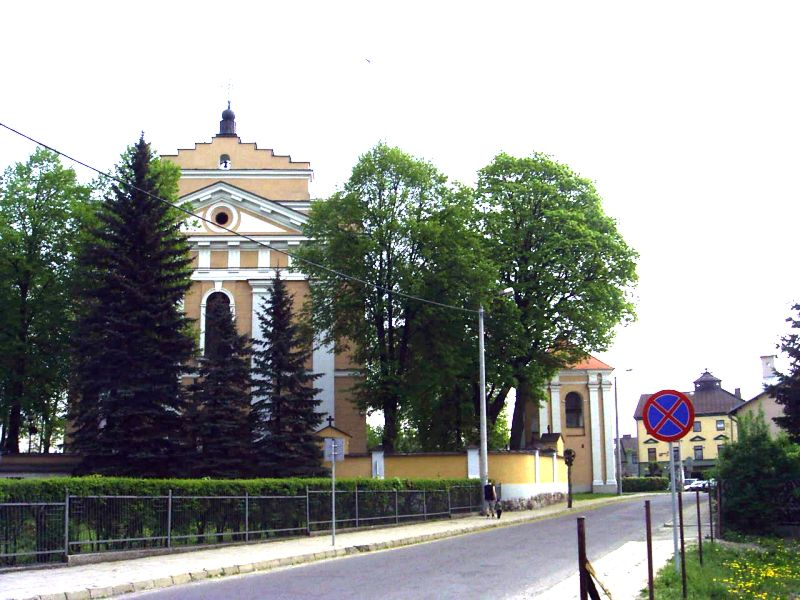
聖尼可拉斯(Saint Nicholas)教堂外觀
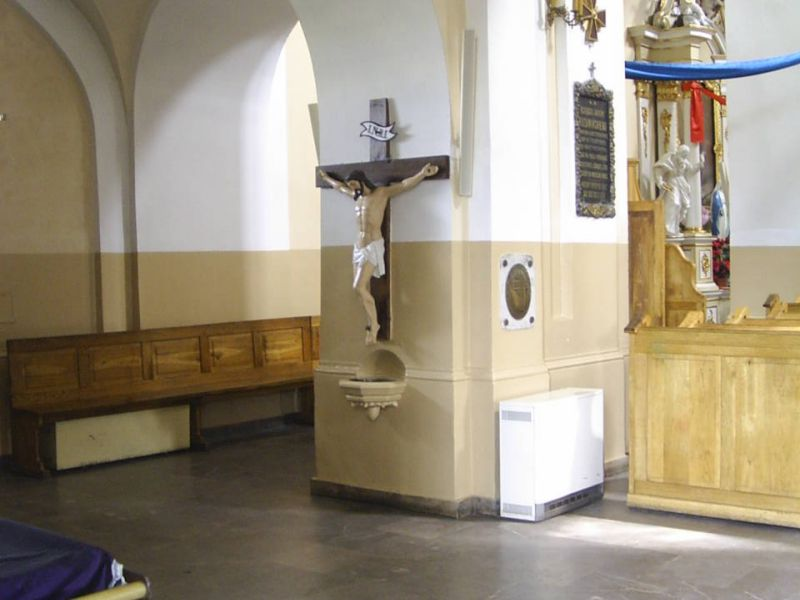
聖尼可拉斯(Saint Nicholas)教堂內景
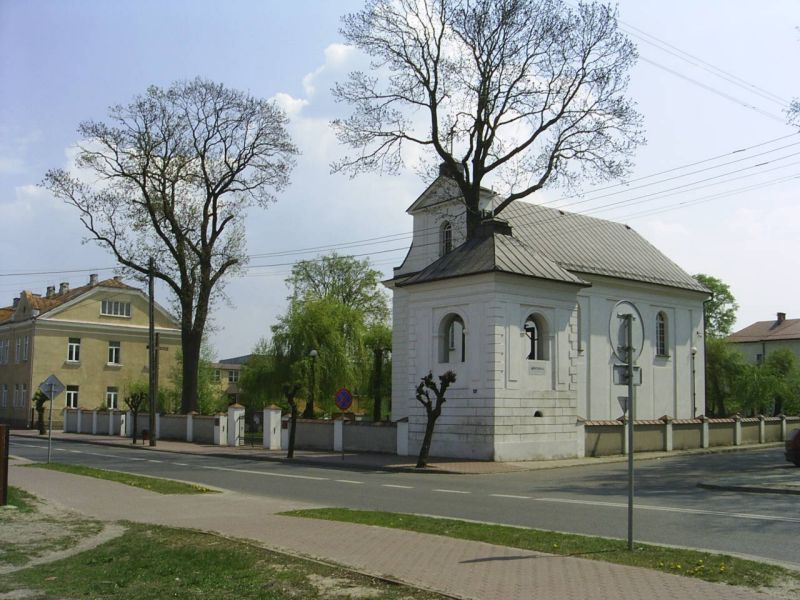
聖彼得與保羅教堂
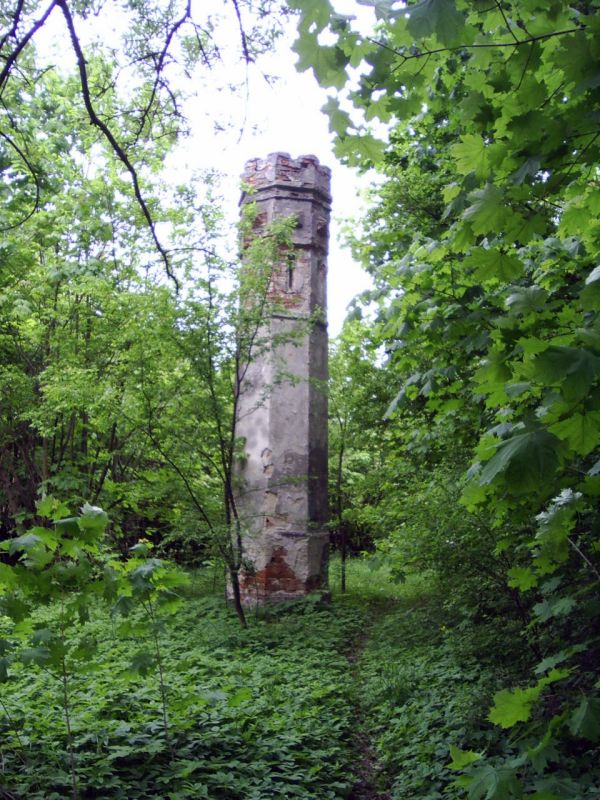
1840年建造的塔
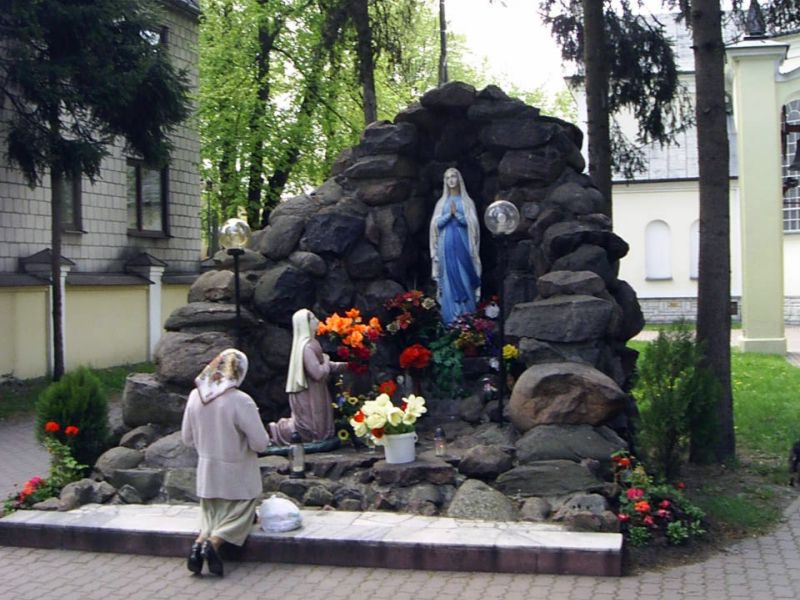
聖彼得與保羅教堂旁的禮拜堂
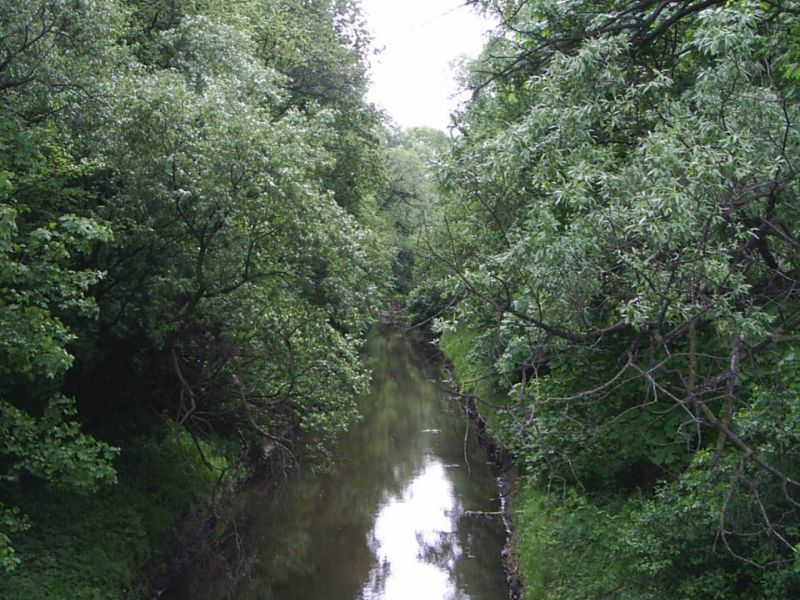
Wieprz-Krzna運河
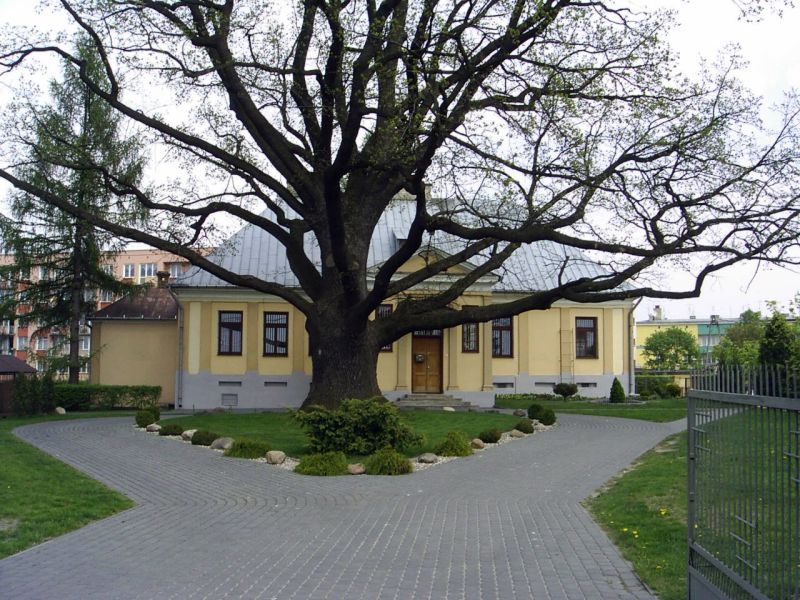
長老會
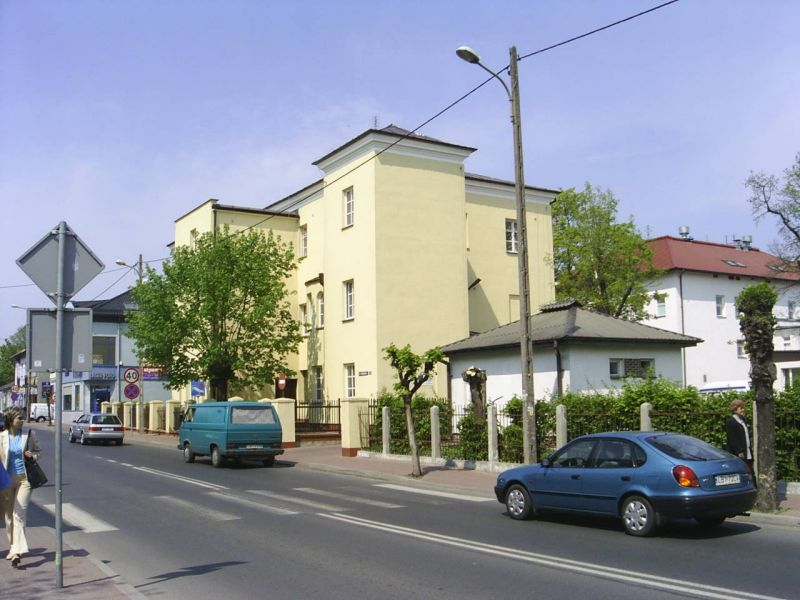
醫院
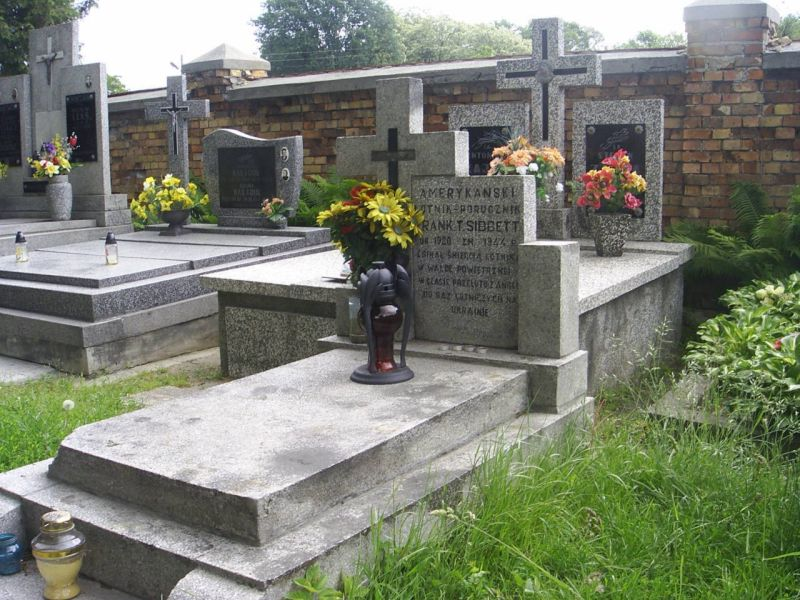
美國飛行員中尉Frank T. Sibbet之墓
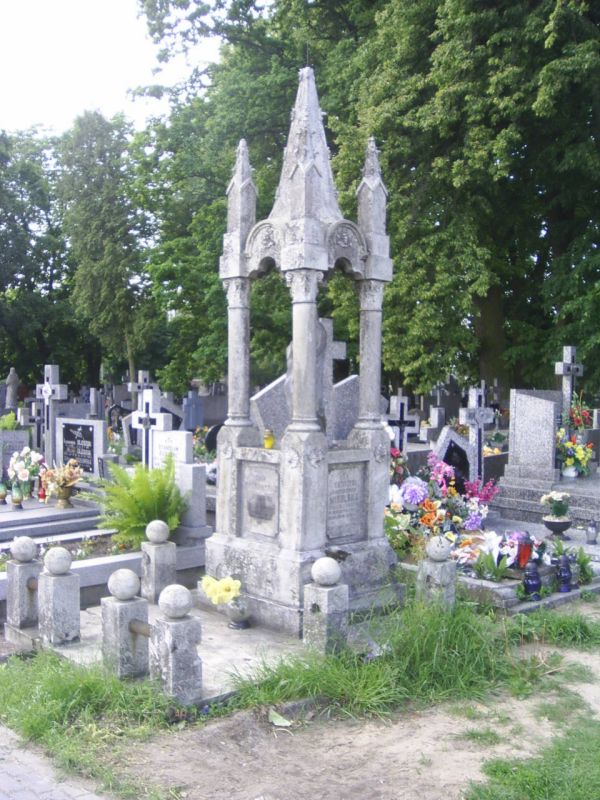
天主教墓地
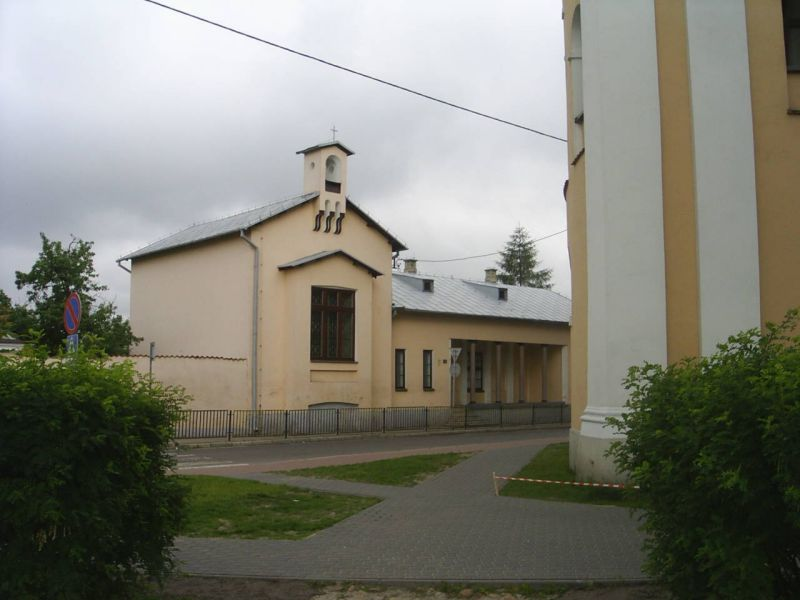
天主教教區學校
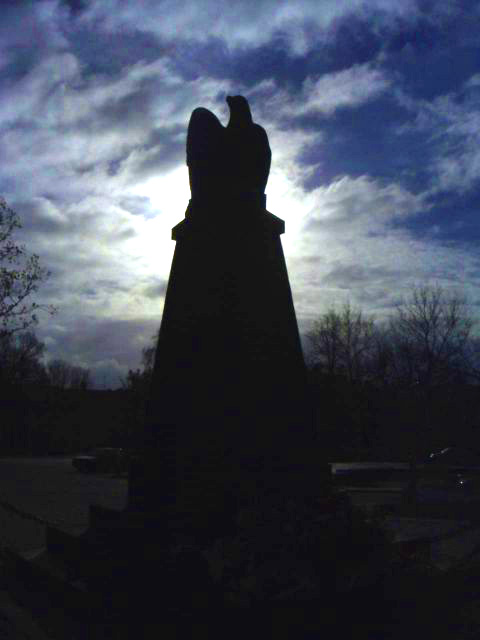
城市英雄紀念碑 (鷹)
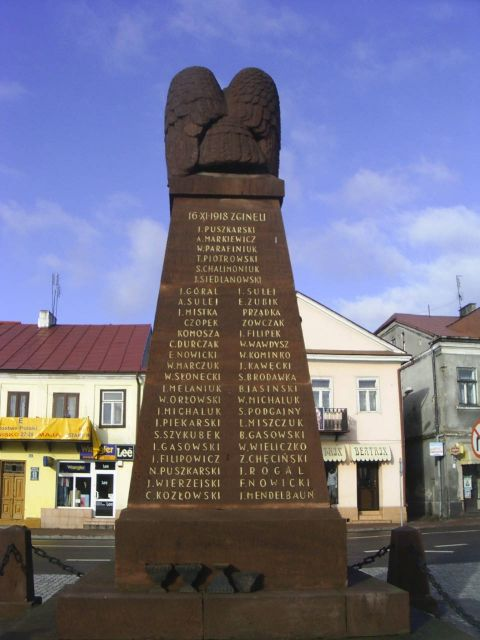
城市英雄紀念碑近觀

## 參看
- 波蘭猶太人歷史

## 外部連結
- 缅济热茨官方網站 （页面存档备份，存于）

51°59′00″N 22°48′00″E / 51.98333°N 22.8°E